# Skin (Sarabeth)
«Skin (Sarabeth)» — песня американской кантри-группы Rascal Flatts, написанная Дагом Джонсоном и Джо Генри (на альбоме Feels Like Today она называется просто «Skin»). Она была выпущена 15 августа 2005 года в качестве четвёртого и финального сингла альбома Feels Like Today. Изначально песня была скрытым треком на первой партии их альбома Feels Like Today и попала в чарты в середине 2005 года как вырезанная из альбома (тогда она называлась просто «Skin»), в то время как сингл «Fast Cars and Freedom» поднимался в чартах. В конце 2005 года песня «Skin» стала синглом, занявшим 2-е место в американском кантри-чарте Hot Country Songs и 42-е место в чарте Billboard Hot 100. Позже она была названа «Skin (Sarabeth)» на их альбоме Greatest Hits Volume 1.

## История
Джо Генри написал песню в 2003 году вместе с Дагом Джонсоном. Он предложил её группе Rascal Flatts, которая выразила заинтересованность в её записи. Группа поместила её в качестве скрытого трека в конце Feels Like Today, поскольку контракт на запись позволял включить в альбом только одиннадцать песен, а также потому, что группа не считала, что «Skin» тематически вписывается в остальную часть проекта.
Ведущий радиостанции WUSN в Чикаго впервые услышал песню, слушая альбом в машине со своей семьёй, и вскоре получил несколько телефонных звонков с просьбой поставить песню. Благодаря эфиру, полученному от WUSN, песня продержалась в чартах пять месяцев в качестве несингла, и позже Lyric Street Records переиздали Feels Like Today с «Skin» в качестве двенадцатого трека.

## Отзывы
Кевин Джон Койн, рецензируя песню для журнала Country Universe, дал ей отрицательную оценку. Он сказал, что «носовой вокал слишком сильно отталкивает меня».

## Позиции в чартах

### Еженедельные чарты
| Чарт (2005)                              | Высшая позиция |
| ---------------------------------------- | -------------- |
| Канада (Canada Country, Radio & Records) | 2              |
| США (Billboard Hot Country Songs)        | 2              |
| США (Billboard Hot 100)                  | 42             |
| США Billboard Pop 100                    | 74             |

### Годовые итоговые чарты
| Чарт (2005)                   | Позиция |
| ----------------------------- | ------- |
| США Country Songs (Billboard) | 44      |